# Fultonham (Ohio)
Fultonham es una villa ubicada en el condado de Muskingum en el estado estadounidense de Ohio. En el Censo de 2010 tenía una población de 176 habitantes y una densidad poblacional de 435,6 personas por km².

## Geografía
Fultonham se encuentra ubicada en las coordenadas 39°51′21″N 82°8′33″O / 39.85583, -82.14250. Según la Oficina del Censo de los Estados Unidos, Fultonham tiene una superficie total de 0.4 km², de la cual 0.4 km² corresponden a tierra firme y (0%) 0 km² es agua.

## Demografía
Según el censo de 2010, había 176 personas residiendo en Fultonham. La densidad de población era de 435,6 hab./km². De los 176 habitantes, Fultonham estaba compuesto por el 100% blancos, el 0% eran afroamericanos, el 0% eran amerindios, el 0% eran asiáticos, el 0% eran isleños del Pacífico, el 0% eran de otras razas y el 0% pertenecían a dos o más razas. Del total de la población el 0% eran hispanos o latinos de cualquier raza.